# ESO 383-76
ESO 383-76 (ESO 383-G 076) è una galassia ellittica supergigante. È la galassia di ammasso più luminosa di Abell 3571.
Si trova ad una distanza di 200,6 megaparsec (654 milioni di anni luce) dalla Terra, ed è forse un membro del grande Superammasso di Shapley. Con un diametro di circa 540,89 chiloparsec (1,76 milioni di anni luce), è una delle più grandi galassie conosciute.

## Descrizione
ESO 383-76 è una galassia ellittica supergigante (galassia di tipo cD) con una morfologia di Hubble avanzata (E5, dove E0 significa sferica ed E7 appiattita), con il suo asse maggiore lungo più del doppio del suo asse minore. La galassia è una sorgente molto luminosa di raggi X ed è la sesta sorgente di raggi X più luminosa nel cielo.
In un'analisi dell'ammasso A3571 condotta da H. Quintana e R. de Souza nel 1994, è stato notato che ESO 383-76 ha una forma molto allungata con un alone diffuso che si estende in tutto l'ammasso, suggerendo che la galassia si è formata molto presto durante la formazione di Abell 3571 e conserva l'impronta originale della nube da cui è collassata. La massa della regione centrale, che comprende anche la galassia, è dell'ordine di 2,15×1012 M☉.

## Dimensione
Esistono vari metodi utilizzati in astronomia per definire le dimensioni di una galassia, e ciascuno di essi può dare risultati diversi rispetto all'altro. Ciò è influenzato dal tempo di esposizione, dalla lunghezza d'onda utilizzata e dallo strumento utilizzato.
Un metodo comunemente utilizzato nella letteratura astronomica è il raggio effettivo della galassia, cioè la regione da cui è emesso il 50% della sua luce totale; vengono utilizzati anche valori del 60%, 70% e 90%. Una stima delle dimensioni della galassia mediante le lastre fotografiche a banda larga del catalogo ESO/Uppsala nel 1989, utilizzando la definizione di luce totale del 90%, produce un diametro apparente molto grande di 555,9 secondi d'arco (circa 9,25 minuti d'arco; il 27% della larghezza della luna piena nel cielo); utilizzando la distanza attualmente accettata della galassia, questo produce un diametro di 540,89 chiloparsec (1 760 000 anni luce).
Ciò la rende una delle galassie col diametro fisico più grande tra tutte quelle conosciute: 20 volte quello della Via Lattea, e 3,5 volte quello del diametro massimo stimato di IC 1101.
Misurazioni alternative eseguite dello stesso studio utilizzando altri metodi (come l'isofota D 25) producono diametri fino a 139,04 chiloparsec (453 000 anni luce), con varie stime intermedie a seconda della misurazione.

## Posizione
ESO 383-76 si trova al centro dell'ammasso Abell 3571, che è un possibile membro del Superammasso Shapley (o in alternativa della Concentrazione Shapley 8 - una struttura periferica). Questo enorme superammasso ospita molti ammassi con galassie ellittiche supergiganti simili, tra cui ESO 444-46.